# Dawere International High School
Dawere International High School  es una escuela secundaria (high school) localizada en Miami, Florida, perteneciente a Dawere, una institución educativa en línea, fundada con el objetivo de proporcionar educación a aquellos que no estaban siendo atendidos por los sistemas educativos de América Latina. Dawere tiene la capacidad de otorgar títulos de bachillerato / secundaria de EE.UU, México, Honduras, Colombia, Venezuela y República Dominicana, lo que permite a los estudiantes obtener una educación reconocida en diversos países. Con su enfoque en la educación en línea, Dawere ofrece una alternativa flexible y accesible a la educación tradicional para aquellos que buscan aprender de forma autónoma y a su propio ritmo.  
La escuela está registrada en el Departamento de Educación de Florida EE.UU bajo el número 6139, y desde el 28 de junio del año 2023 está acreditada por Cognia

## Historia
En el año 2016, se estableció UEPA Dawere como una escuela privada en línea con sede en Caracas, Venezuela, que ofrece programas de bachillerato/secundaria virtual para estudiantes de habla hispana.
La modalidad de enseñanza de Dawere es virtual y colaborativa, permitiendo a los estudiantes acceder a la educación con solo tener conexión a internet y herramientas tecnológicas como computadoras de escritorio, computadoras portátiles, teléfonos inteligentes o tabletas, y obtener un título válido de bachillerato/secundaria.
Dawere ha establecido asociaciones con empresas, organizaciones, fundaciones y clubes deportivos para llevar educación de calidad, accesible y con horario flexible a todas partes del mundo. Además, en el 2020, Dawere ofreció becas escolares a través de su programa de Becas Semillas, financiado por USAID, brindando la oportunidad a jóvenes y adultos de seguir estudiando y culminar el bachillerato de manera virtual durante el confinamiento.
En cuanto a la historia de Dawere, en el año 2014, su fundador Álvaro González, decidió digitalizar todo el material educativo del Ministerio del Poder Popular para la Educación (MPPE) en Venezuela y contratar a los mejores docentes para llevar a cabo su proyecto de llevar la educación de calidad a cualquier rincón del país. Para el año 2017, Dawere se convirtió en el primer bachillerato online de Venezuela y estableció alianzas con más de 30 colegios del Gobierno de Miranda para ayudar a los estudiantes de Educación Media a culminar sus estudios.
En el 2022, Dawere lanzó una nueva versión de su plataforma educativa con diversas herramientas de aprendizaje y más oportunidades de interactuar con los profesores y compañeros, incluyendo un módulo para padres con el fin de brindar un mayor apoyo a los estudiantes en su proceso de estudio. Además, en enero de 2023, Dawere firmó un acuerdo con Miami Dade College (MDC) donde los estudiantes podrán inscribirse en MDC y obtener créditos universitarios a medida que obtengan créditos escolares de acuerdo con la Sección 1007.271 de los Estatutos de Florida.
Dawere continúa trabajando en el desarrollo de nuevos sistemas e informes para rastrear mejor el rendimiento académico y la participación de los estudiantes, y también trabaja en sistemas automatizados de prevención de deserción escolar basados en Machine Learning.

## Alianzas
Dawere es una institución educativa virtual que se encuentra registrada y autorizada para otorgar títulos de bachiller en varios países de Latinoamérica y Estados Unidos.  
Dawere International High School está registrado ante el Departamento de Educación de Florida y ofrece un diploma de bachiller norteamericano para hispanohablante en el Distrito de Miami-Dade sin necesidad de asistir a un colegio físico tradicional. 
En Colombia, el título de bachiller colombiano es entregado por Dawere y el Colegio Petroschool, y está registrado ante la Secretaría de Educación Distrital de Villavicencio y el Ministerio de Educación Nacional. De manera similar, en México, Dawere y la Universidad de Santander ofrecen un certificado de preparatoria mexicana registrado ante la Secretaría de Educación Pública de México, y en la República Dominicana, Dawere y la Fundación RBICG Sport Academy entregan el título de bachiller dominicano registrado ante el Ministerio de Educación. 
Además, Dawere también ofrece el título de bachiller venezolano a través de UEPA Dawere, registrado ante el Ministerio del Poder Popular para la Educación de Venezuela. En Honduras, el título de bachiller hondureño es entregado por Dawere y el Centro de Enseñanza Milenium, registrado ante la Secretaría de Educación de Honduras. 
En Trinidad y Tobago, Dawere se ha aliado con UNICEF, ACNUR y Living Water Community para brindar educación acreditada a los migrantes y refugiados que se encuentran en este país que no permite que estas personas hagan uso del sistema educativo público. Los beneficiarios de este servicio no solo reciben educación formal a través de la plataforma educativa de Dawere, sino que también reciben una tablet, apoyo de profesores particulares y pueden usar espacios seguros para estudiar llamados Equal Place.

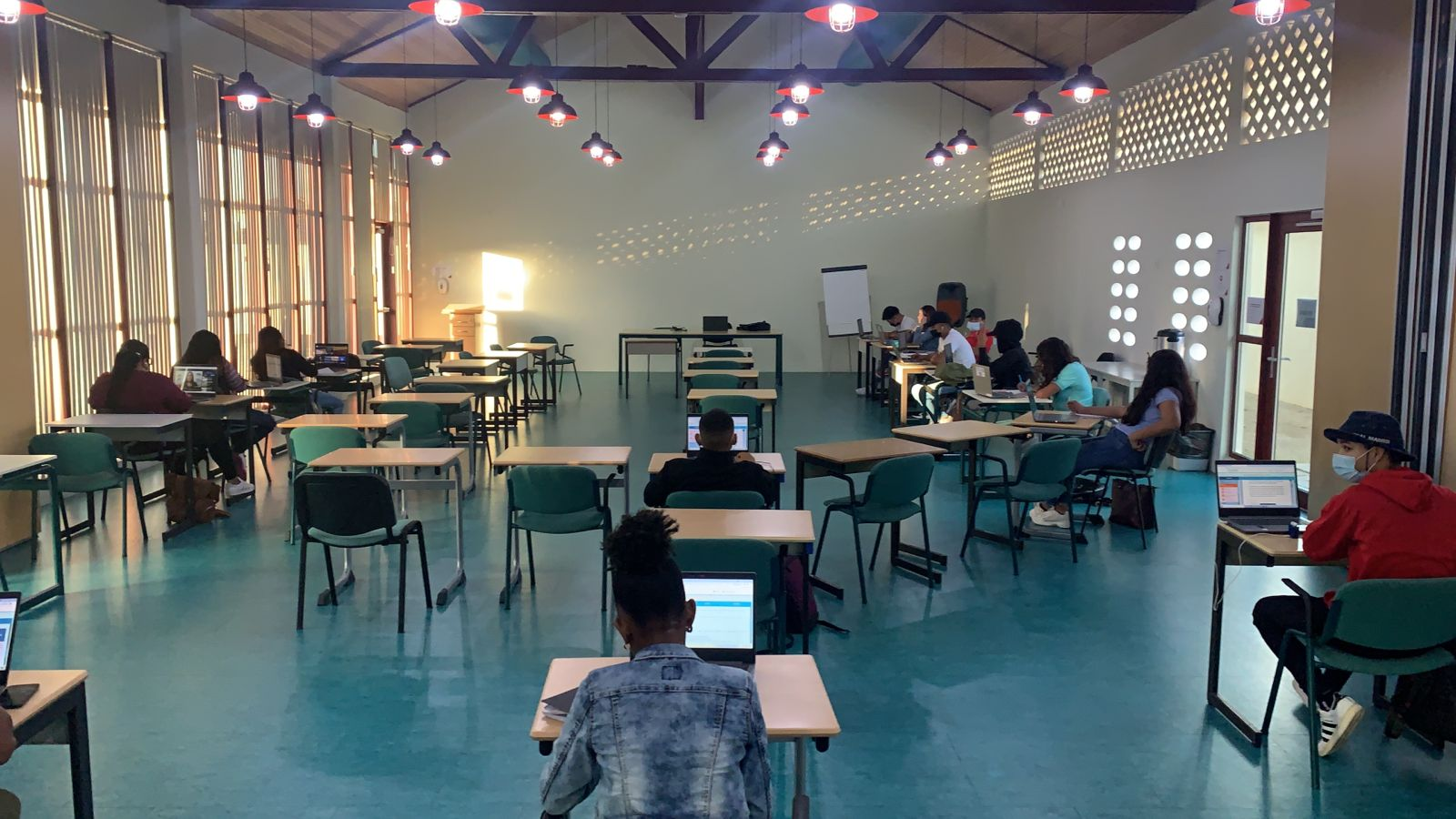
Estudiantes de Dawere Aruba, salones de clases de Aruba Adventist Academy

En Aruba, Dawere trabaja en alianza con Soaza Adventist Academy y el Ministerio de Educación de Aruba para brindar educación acreditada a los migrantes y refugiados que se encuentran en la isla. Soaza Adventist Academy ofrece los espacios de su academia y su personal docente para que los estudiantes puedan avanzar exitosamente en la plataforma de Dawere.

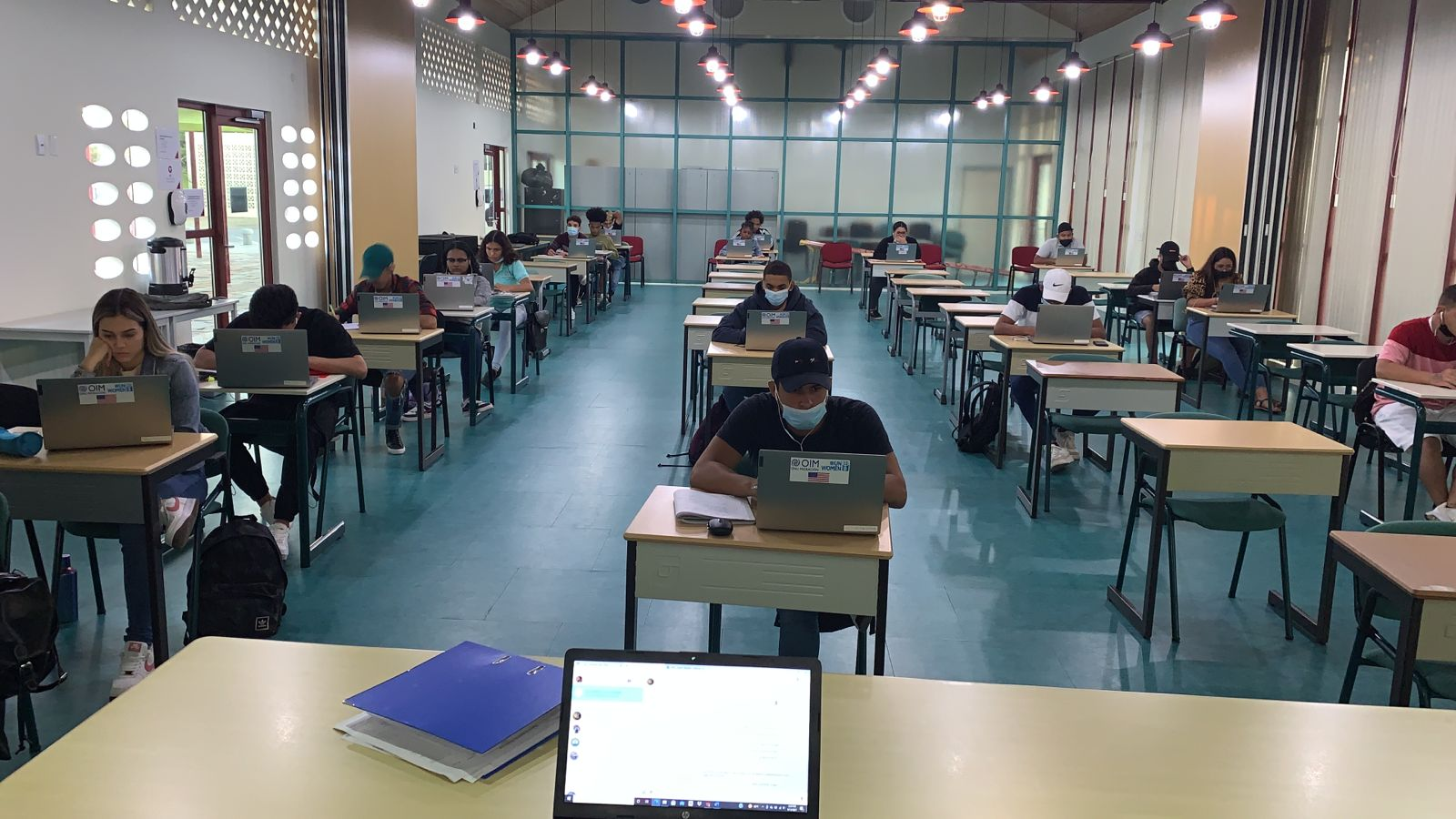
Estudiantes de Dawere Aruba, salones de clases de Aruba Adventist Academy

En República Dominicana, Dawere ha tenido la oportunidad de trabajar de la mano de las Grandes Ligas o Major League Baseball para ayudar a ofrecer educación virtual formal a los prospectos que hacen vida en sus academias de baseball. Los siguientes equipos están usando Dawere para ofrecer educación formal a sus jugadores:
- Arizona Diamondbacks
- Atlanta Braves
- Baltimore Orioles
- Chicago White Sox
- Cincinnati Reds [19]
- Cleveland Guardians
- Colorado Rockies
- Detroit Tigers
- Houston Astros
- Los Angeles Dodgers
- Miami Marlins
- Milwaukee Brewers
- Minnesota Twins
- New York Yankees
- Oakland Athletics
- Philadelphia Phillies

En Venezuela, en el 2021, Dawere tuvo el privilegio de trabajar con USAID para entregar 1500 becas a personas en Venezuela con dificultad para completar sus estudios de bachillerato. Dawere también ha trabajado con la Asociación Única de Futbolistas Profesionales de Venezuela y muchas otras organizaciones de renombre mundial.